# Regina Restelli
Regina Restelli (São Paulo, 13 de maio de 1960) é uma atriz, cantora, bailarina e terapeuta holística brasileira.

## Biografia
Regina Restelli também ficou bastante conhecida como a "Madonna brasileira", devido a sua caracterização para interpretar uma personagem na novela Barriga de Aluguel, da Rede Globo.
É formada no Royal Ballet da Inglaterra e na academia de Rosella Higtower na França, foi também integrante do Ballet do Teatro Municipal de São Paulo durante cinco anos.
Afastada da atividade de artista, atualmente Regina é terapeuta e criadora da Terapia dos Chackras e uma das referências em Ho’oponopono no Brasil.

## Carreira
Iniciou sua carreira de teatro em 1983, atuando em "A Chorus Line". Seus mais recentes trabalhos em teatro foram os musicais "Company" e "Cole Porter - Ele nunca disse que me amava", ambos da dupla Charles Möeller & Cláudio Botelho.
Na TV, seus papéis de maior destaque foram em Bambolê, onde viveu Bete Nigri, uma das protagonistas da trama e Barriga de Aluguel, interpretando Rosa Aimée.
Na década de 1990, Regina Restelli consultou-se com o numerólogo Gilson Chveid Oen e mudou seu nome para Reginah Restelieux. Mas assina novamente Regina Restelli.
Há duas décadas, atua como terapeuta, e é uma das colaboradoras do site Personare. Criou a Terapia dos Chakras e é uma das pioneiras em Ho’oponopono no Brasil. É professora do Curso Ho’oponopono. É praticante de meditação há mais de 30 anos. 

## Filmografia

### Televisão
| Ano  | Título                               | Personagem     | Nota                                 |
| ---- | ------------------------------------ | -------------- | ------------------------------------ |
| 1985 | Ti Ti Ti                             | Sílvia         |                                      |
| 1985 | Tele Tema                            |                |                                      |
| 1985 | A Gata Comeu                         | Kátia          |                                      |
| 1986 | Cida, a Gata Roqueira                | Filha          |                                      |
| 1987 | Bambolê                              | Bete Nigri     |                                      |
| 1990 | Barriga de Aluguel                   | Rosa Aimée     |                                      |
| 1993 | Contos de Verão                      | Marisa (Sassá) | [ 5 ]                                |
| 1993 | Você Decide                          |                | episódio: Relação Delicada           |
| 1994 | Incrível, Fantástico, Extraordinário | Laura          | episódio: A Fada dos Meninos Chorões |
| 1994 | 74.5 - Uma Onda no Ar                | Giovana        |                                      |
| 1995 | Irmãos Coragem                       | Tula           | Participação                         |
| 1995 | Tocaia Grande                        | Gringa         |                                      |
| 1997 | Você Decide                          | Suzana         | episódio: Cobiça                     |
| 2004 | Zorra Total                          | Clotilde       |                                      |
| 2007 | A Diarista                           |                | episódio: Aquele da Televisão        |
| 2019 | Malhação: Toda Forma de Amar         | Dra. Eliane    | Participação                         |

Videoclipe
- 1985 - "Codinome Beija-Flor" -  Cazuza
- 1986 - "Estrela do Meu Clip" -  Marcelo
- 1987 - "Sintonia" - Moraes Moreira

### Teatro
Como atriz
- 1983 - A Chorus Line
- 1987 - Noviças Rebeldes
- 1992 - Perfume de Madonna
- 1993 - Entre Amigas
- 1994 - A Familia Ducão - Indicada ao Prêmio Mambembe de melhor atriz coadjuvante
- 1996 - Os Sete Brotinhos
- 2001 - Company
- 2003 - Cole Porter - Ele Nunca Disse Que me Amava

Como diretora
- 1998 - As Aventuras do Super Pum